# 크리스틴마르가레타쥐
크리스틴마르가레타쥐(Margaretamys christinae)는 설치류의 일종이다. 인도네시아 술라웨시섬 남동쪽 반도의 산악 지역에서만 발견된다. 2011년 모르텔리티(Alessio Mortelliti)가 이끄는 탐사대가 처음 발견했다.

## 분류학
크리스틴마르가레타쥐는 쥐과에 속하는 쥐아과 마르가레타쥐속에 속한다. 2011년 발견되었고, 2012년 모르텔리티(Alessio Mortelliti) 등이 처음 기재했다. 신종을 발견한 로마 라 사피엔차 대학교의 모르텔리티는 탐사대의 일원이었던 크리스티나 트와이테스(Christina Thwaites)의 이름을 따서 학명을 지었다.

## 특징
크리스틴마르가레타쥐의 머리부터 몸까지 길이는 약 110mm이고, 꼬리 길이는 175mm이다. 주둥이는 회색빛 흰색이고, 수염은 길고, 귀는 크고 갈색 털이 듬성 듬성 덮여 있다. 털은 길고 부드러우며 무성하고, 등 쪽은 진하고 불그스레한 갈색을 띤다. 상체는 회색빛 흰색을 띠는 턱과 목을 제외하고 회색빛 노란색을 띤다. 다리는 갈색이지만 발가락은 희다. 꼬리는 회색빛 갈색이고 끝 부분 1/3은 희다.